# Крестомансі
Серія «Крестомансі» (англ. Chrestomanci), котру інколи звуть «Світи Крестомансі», є гепталогією дитячих фентезі книг написаних Британською авторкою Діаною Вінн Джонс. Ця серія публікувалася з 1977 по 2006 роки.
Серія книг зображує магічний всесвіт що складається з безлічі паралельних світів. Крестомансі — це посада, яку обіймає могутній маг і яка зобов'язує свого власника контролювати використання магії у всіх світах.
Слово «Крестомансі» походить від грецького «крестос», що має значення корисний, а закінчення - «мансі» — ворожіння чаклування.
Є декілька книжок про пригоди Крестомансі